# برنامج الأمان الأسري
برنامج الأمان الأسري الوطني هو برنامج غير حكومي،       يعمل على عدة مراحل ألا وهي التوعية والاستشارة والتبليغ وتخطي المشاكل النفسية أثناء وبعد حوادث العنف الأسري وهدف البرنامج الأسمى هو حماية الأسرة من العنف، من خلال رصد حالات الإساءة ودراستها وإفادة الجهات المختصة في هذا المجال، والتوعية بأضرار العنف الاسري تجاه المرأة والطفل وكبار السن, وتقديم الاستشارات النفسية والاجتماعية والاسرية والتعليمية والقانونية لكافة افراد الاسرة والمباشرة الفورية للحالات الطارئة. أُنشئ بموجب الأمر السامي رقم 11471/ م ب، وتاريخ 18 /11/ 2005م تحت إشراف الشؤون الصحية بوزارة الحرس الوطني في السعودية.

## أهداف البرنامج
1. تعزيز دور المملكة في المجالات الإنسانية والمساهمة في إعداد الأنظمة والسياسات الوطنية لمكافحة العنف الأسري.
2. المساهمة في إعداد الاستراتيجيات والخطط الوطنية المستقبلية لمكافحة العنف الأسري.
3. تعزيز الشراكة والتضامن مع القطاعات الحكومية والجمعيات الأهلية والخيرية المعنية من أجل توحيد الجهود الوطنية المشتركة، والعمل على تجاوز العقبات والازدواجية في الأهداف والأداء.
4. رفع الوعي المجتمعي أفراداً ومؤسسات بأضرار العنف الأسري وتأثيراته السلبية على المجتمع على المدى البعيد.
5. تأهيل وتدريب العاملين لدى مختلف الجهات المعنية للتعامل بفعالية مع قضايا العنف الأسري.
6. دعم الخدمات المقدمة لضحايا العنف الأسري والجهات المقدمة للرعاية لهم.

## البرامج الوقائية
1.البرنامج الوقائي للأم والرضيع (1000 يوم من حياة): هذا البرنامج خاص  بالتوعية عن أهمية مرحلة الحمل والسنتين الأولى من حياة الطفل ويهدف الى رفع مستوى جودة حياة الأم والرضيع.
2.البرنامج الوقائي من متلازمة الرضيع المهزوز(لا ترجوني): تعد هذه المتلازمة من اكثر المشاكل خطورة لدى الأطفال الأقل من سنتين والتي تسبب الصرع والتشنجات والتخلف العقلي والوفاة يهدف البرنامج الى توعية الوالدين بهذه المتلازمة.
3.البرنامج الوقائي من إهمال الأطفال(نود لك سلامتك): يعد إهمال الأطفال حسب الأبحاث والدراسات امن اكثر الأنماط شيوعا بين أنماط الإساءة للطفل ويهدف البرنامج الى الحد من إهمال الأطفال.
4.البرنامج الوقائي للمعاملة الوالدية(أسرتك..أمنك): يهدف البرنامج الى توعية الوالدين بالمعاملة الوالدية الإيجابية والسلبية ومدى تأثيرها على سلوك وأفكار الأبناء.
5.البرنامج الوقائي من العنف الجنسي تجاه الأطفال(طفلي أمانتي): من اهداف البرنامج الخد من العنف الجنسي تجاه الأطفال وذلك عبر توعية الأطفال والأبوين والمعلمين وافراد المجتمع بخطورة هذه الآفة وكيفية التعامل معها.
6.البرنامج الوقائي للحد من العنف بين الأقران في المدارس( لا..للتنمر): يهدف البرنامج الى توعية الطلاب والمعلمين بخطورة التنمر بالمدارس وأسبابه وكيفية علاجه وذلك للحد منه.
7.البرنامج الوقائي للعنف ضد كبار السن(إحسان): يهدف البرنامج الى توعية مقدمي الرعاية لكبار السن بماهية العنف ضدهم ومظاهره وعوامله وكيفية التعامل معه.
8.البرنامج الوقائي من العنف ضد المرأة(هن النجاح): يهدف البرنامج الى تمكين المرأة السعودية وتسهيل حصولها على الدعم اللازم من جميع مؤسسات المجتمع.
9.البرنامج الوقائي لحماية الأشخاص ذوي الإعاقة(همة بلا قيود): يهدف هذا البرنامج الى الحد والتقليل من العنف لذوي الإعاقة وذلك من خلال توعيتهم وتثقيفهم بحقوقهم وكذلك توعية مقدمي الرعاية بماهية العنف ضد ذوي الإعاقة وكيفية الحد منه.
10.البرنامج الوقائي للسلامة الرقمية للطفل(أمن): يهدف البرنامج الى الحد من المشاكل الصحية والنفسية والاجتماعية التي يتعرض لها الطفل من خلال سوء استخدام الانترنت وضمان حصول جميع الأطفال على تنمية ورعاية الطفولة المبكرة الجيدة.